# Paralacydes jeskei
Paralacydes jeskei là một loài bướm đêm thuộc phân họ Arctiinae, họ Erebidae.